# Chicoreus banksii
Chicoreus banksii är en havslevande snäckart som tillhör släktet Chicoreus och familjen purpursnäckor. Arten förekommer i indo-västpacifiska områden.
En variant från östra Indonesien och Filippinerna har tidigare beskrivits som en egen art, Chicoreus crocatus, men Chicoreus crocatus ses idag som synonym till Chicoreus banksii. Denna variant anses lokalt ovanlig i Filippinerna och blir mellan 2 och 7 cm lång och snäckan, skalet, har en gedigen saffransgul/brun färg. Omfånget och variationen mellan färggivningen kan variera något. Någorlunda sträv yta. Dess fötter är frasiga och går markant utåt. Apexen är markant med kronstruktur.